# Villiers-Saint-Benoît
Villiers-Saint-Benoît település Franciaországban, Yonne megyében. Lakosainak száma 433 fő (2022. január 1.). Villiers-Saint-Benoît Sommecaise, Dracy, Champignelles, Merry-la-Vallée, Le Val-d'Ocre, Tannerre-en-Puisaye, Toucy és Charny Orée de Puisaye községekkel határos.

## Népesség
A település népessége az elmúlt években az alábbi módon változott:
| Lakosok száma | 511  | 521  | 517  | 476  | 454  | 448  | 442  | 438  | 433  |
|               | 2013 | 2015 | 2016 | 2017 | 2018 | 2019 | 2020 | 2021 | 2022 |